# Gare de Lure
Gare de Lure vasútállomás Franciaországban, Lure településen.

## Vasútvonalak
Az állomást az alábbi vasútvonalak érintik:
- Párizs–Mulhouse-vasútvonal

## Kapcsolódó állomások
A vasútállomáshoz az alábbi állomások vannak a legközelebb:
- Gare de Vesoul
- Gare de Ronchamp
- Gare de Luxeuil-les-Bains
- Gare de Belfort